# 多罗日纳亚河
多罗日纳亚河（俄語：Река Дорожная）或大甸子河（俄語：Река Даданцы）是滨海边疆区的河流，源起卡瓦列羅沃區的锡霍特山脉，长67公里，流域面积969平方公里，在距河口70公里处注入茹拉夫廖夫卡河。下游宽32米，深0.9米。

## 引用
1. ↑  А·П·穆拉诺夫. . 列宁格勒: 气象出版社. 1966 （俄语）.
2. ↑  . 列宁格勒: 气象出版社 （俄语）.
3. ↑  Т·А·基谢尔科瓦娅. . 列宁格勒: 气象出版社. 1977 （俄语）.
4. ↑  . 国家地名目录.
5. ↑  . Verumwiki.   [2024-08-13]. （原始内容存档于2024-12-01） （俄语）.